# Associazione Calcio San Donà 1947-1948
Questa voce raccoglie le informazioni riguardanti l'Associazione Calcio San Donà nelle competizioni ufficiali della stagione 1947-1948.

## Rosa
| N. |                   | Ruolo | Calciatore          |
| -- | ----------------- | ----- | ------------------- |
|    | Italia (bandiera) | P     | Andreuzza           |
|    | Italia (bandiera) | C     | Angelico Zeno       |
|    | Italia (bandiera) | A     | Bertolini           |
|    | Italia (bandiera) | A     | Bincoletto Giovanni |
|    | Italia (bandiera) | A     | Bregantin Giovanni  |
|    | Italia (bandiera) | D     | Buoso               |
|    | Italia (bandiera) | C     | De Pazzi Prino      |
|    | Italia (bandiera) | D     | Ferriguti           |
|    | Italia (bandiera) | D     | Mazzola Mirko .     |

| N. |                   | Ruolo | Calciatore            |
| -- | ----------------- | ----- | --------------------- |
|    | Italia (bandiera) | D     | Mucelli Ferdinando    |
|    | Italia (bandiera) | D     | Pascutto              |
|    | Italia (bandiera) | A     | Perissinotto Giovanni |
|    | Italia (bandiera) | D     | Perissinotto Primo    |
|    | Italia (bandiera) | P     | Sandrin Silla         |
|    | Italia (bandiera) | A     | Teso Gino             |
|    | Italia (bandiera) | C     | Tonon Aldo            |
|    | Italia (bandiera) | D     | Trame Lorenzo         |